# Berner Sport Club Young Boys 2019-2020
Questa voce raccoglie le informazioni riguardanti il Berner Sport Club Young Boys nelle competizioni ufficiali della stagione 2019-2020.

## Stagione
Nella stagione 2019-2020 lo Young Boys, allenato da Gerardo Seoane, concluse il campionato di Super League al 1º posto. In Coppa Svizzera lo Young Boys vinse la finale con il Basilea. In Champions League lo Young Boys fu eliminato ai playoff dalla Stella Rossa. In Europa League lo Young Boys fu eliminato nella fase a gironi.

## Maglie e sponsor
Lo sponsor tecnico per la stagione 2019-2020 è Nike.
Gli sponsor di maglia sono i seguenti:
- Shoppyland, il cui marchio appare al centro delle divise
- Raiffeisen, sulla parte destra del petto
- Sportxx, sul retro della maglietta
- Visana, sulle maniche
- Honda, sul lato destro dei pantaloncini
- Huawei, sul lato sinistro dei pantaloncini

| Casa | Trasferta |

## Rosa
| N. |                         | Ruolo | Calciatore          |
| -- | ----------------------- | ----- | ------------------- |
| 1  | Svizzera (bandiera)     | P     | Marco Wölfli        |
| 3  | Danimarca (bandiera)    | D     | Frederik Sørensen   |
| 4  | Guinea (bandiera)       | D     | Mohamed Camara      |
| 5  | Svizzera (bandiera)     | D     | Cédric Zesiger      |
| 6  | Svizzera (bandiera)     | C     | Esteban Petignat    |
| 7  | Svizzera (bandiera)     | C     | Marvin Spielmann    |
| 8  | Svizzera (bandiera)     | C     | Vincent Sierro      |
| 10 | Serbia (bandiera)       | C     | Miralem Sulejmani   |
| 11 | Germania (bandiera)     | C     | Gianluca Gaudino    |
| 13 | Camerun (bandiera)      | C     | Moumi Ngamaleu      |
| 14 | Svizzera (bandiera)     | D     | Nicolas Bürgy       |
| 15 | RD del Congo (bandiera) | A     | Meschak Elia        |
| 16 | Svizzera (bandiera)     | C     | Christian Fassnacht |
| 18 | Camerun (bandiera)      | A     | Jean-Pierre Nsame   |
| 19 | Svizzera (bandiera)     | A     | Felix Mambimbi      |

| N. |                         | Ruolo | Calciatore                  |
| -- | ----------------------- | ----- | --------------------------- |
| 20 | Svizzera (bandiera)     | C     | Michel Aebischer            |
| 21 | Svizzera (bandiera)     | D     | Ulisses Garcia              |
| 23 | Svizzera (bandiera)     | D     | Saidy Janko                 |
| 25 | Francia (bandiera)      | D     | Jordan Lefort               |
| 26 | Svizzera (bandiera)     | P     | David von Ballmoos          |
| 28 | Svizzera (bandiera)     | D     | Fabian Lustenberger         |
| 29 | Svizzera (bandiera)     | D     | Jordan Lotomba              |
| 30 | Svizzera (bandiera)     | D     | Sandro Lauper               |
| 35 | Lussemburgo (bandiera)  | C     | Christopher Martins Pereira |
| 40 | Svizzera (bandiera)     | P     | Dario Marzino               |
| 60 | Svizzera (bandiera)     | D     | Pascal Schüpbach            |
| 61 | Svizzera (bandiera)     | A     | Samuel Ballet               |
| 62 | Svizzera (bandiera)     | C     | Samuel Kasongo              |
| 64 | RD del Congo (bandiera) | C     | Breston Malula              |
| 99 | Francia (bandiera)      | A     | Guillaume Hoarau            |

## Organigramma societario
Area tecnica
- Allenatore: Gerardo Seoane
- Allenatore in seconda: Patrick Schnarwiler, Matteo Vanetta
- Preparatore dei portieri: Stefan Knutti
- Preparatori atletici: Stephan Flückiger, Martin Fryand

## Calciomercato

### Sessione estiva
| Acquisti         | Acquisti                    | Acquisti        | Acquisti               |
| R.               | Nome                        | da              | Modalità               |
| ---------------- | --------------------------- | --------------- | ---------------------- |
| D                | Saidy Janko                 | Porto           | prestito               |
| D                | Fabian Lustenberger         | Hertha Berlino  | svincolato             |
| D                | Frederik Sørensen           | Colonia         | prestito               |
| D                | Cédric Zesiger              | Grasshoppers    | definitivo 0,75 mln €) |
| C                | Christopher Martins Pereira | Olympique Lione | definitivo (2 mln €)   |
| C                | Vincent Sierro              | Friburgo        | definitivo (1 mln €)   |
| C                | Marvin Spielmann            | Thun            | definitivo (2 mln €)   |
| Altre operazioni |                             |                 |                        |
| R.               | Nome                        | da              | Modalità               |
| D                | Nicolas Bürgy               | Aarau           | fine prestito          |
| D                | Linus Obexer                | Aarau           | fine prestito          |
| D                | Joël Schmied                | Wil             | fine prestito          |
| C                | Miguel Castroman            | Sciaffusa       | fine prestito          |
| C                | Kwadwo Duah                 | Servette        | fine prestito          |
| C                | Pedro Teixeira              | Rapperswil-Jona | fine prestito          |
| A                | Taulant Seferi              | Winterthur      | fine prestito          |

| Cessioni         | Cessioni         | Cessioni              | Cessioni               |
| R.               | Nome             | a                     | Modalità               |
| ---------------- | ---------------- | --------------------- | ---------------------- |
| D                | Loris Benito     | Bordeaux              | svincolato             |
| D                | Kevin Mbabu      | Wolfsburg             | definitivo (9,2 mln €) |
| D                | Steve von Bergen |                       | fine carriera          |
| D                | Gregory Wüthrich | Perth Glory           | svincolato             |
| C                | Thorsten Schick  | Rapid Vienna          | svincolato             |
| C                | Djibril Sow      | Eintracht Francoforte | definitivo (9 mln €)   |
| Altre operazioni |                  |                       |                        |
| R.               | Nome             | a                     | Modalità               |
| D                | Jan Kronig       | Sciaffusa             | prestito               |
| D                | Linus Obexer     | Lugano                | prestito               |
| D                | Joël Schmied     | Wil                   | prestito               |
| D                | Léo Seydoux      | Neuchâtel Xamax       | prestito               |
| C                | Miguel Castroman | Thun                  | svincolato             |
| C                | Kwadwo Duah      | Wil                   | definitivo             |
| C                | Pedro Teixeira   | Kriens                | prestito               |
| A                | Taulant Seferi   | Neuchâtel Xamax       | prestito               |

### Sessione invernale
| Acquisti | Acquisti      | Acquisti   | Acquisti   |
| R.       | Nome          | da         | Modalità   |
| -------- | ------------- | ---------- | ---------- |
| D        | Jordan Lefort | Amiens     | prestito   |
| C        | Meschak Elia  | TP Mazembe | definitivo |

| Cessioni | Cessioni     | Cessioni | Cessioni |
| R.       | Nome         | a        | Modalità |
| -------- | ------------ | -------- | -------- |
| A        | Roger Assalé | Leganés  | prestito |

## Risultati

### Super League

#### Prima fase, girone di andata
| Arbitro: | Jaccottet |

|             |           |              |
| Ngamaleu 5’ | Marcatori | 31’ Wüthrich |

| Arbitro: | Hänni |

|  |           |              |
|  | Marcatori | 73’ Ngamaleu |

| Arbitro: | San |

|                |           |  |
| Nsame 15’, 60’ | Marcatori |  |

| Arbitro: | Schnyder |

|                                |           |                           |
| Quintillà 45’ Itten 51’ (rig.) | Marcatori | 12’, 80’ Nsame 31’ Garcia |

| Arbitro: | Klossner |

|                                                              |           |  |
| Brecher 29’ (aut.) Nsame 59’ Ngamaleu 69’ (rig.) Gaudino 77’ | Marcatori |  |

| Arbitro: | Tschudi |

|                       |           |                             |
| N'Diaye 22’ Alves 60’ | Marcatori | 38’ (rig.) Nsame 43’ Assalé |

| Arbitro: | Schärer |

|           |           |           |
| Nsame 59’ | Marcatori | 5’ Widmer |

| Arbitro: | Tschudi |

|              |           |             |
| Chihadeh 84’ | Marcatori | 48’ Gaudino |

| Arbitro: | San |

|                                       |           |                       |
| Aebischer 12’ Nsame 22’ Fassnacht 56’ | Marcatori | 8’ Uldriķis 49’ Ndoye |

#### Prima fase, girone di ritorno
| Arbitro: | Diamantopoulos |

|  |           |                                            |
|  | Marcatori | 22’, 76’ Fassnacht 65’ Aebischer 90’ Nsame |

| Arbitro: | Fähndrich |

|                                              |           |            |
| Nsame 33’ Bürgy 49’ Gaudino 52’ Mambimbi 80’ | Marcatori | 79’ Karlen |

| Arbitro: | Klossner |

|                                        |           |                               |
| Ngamaleu 26’ Nsame 43’ Assalé 50’, 69’ | Marcatori | 24’ Tosetti 86’ (rig.) Kablan |

| Arbitro: | Fähndrich |

|                             |           |  |
| Tasar 61’, 63’ Wüthrich 73’ | Marcatori |  |

| Arbitro: | Schnyder |

|                                          |           |                                  |
| Zesiger 23’, 50’ Fassnacht 30’ Nsame 80’ | Marcatori | 4’ Babić 25’ Itten 55’ Demirović |

| Arbitro: | Schärer |

|                      |           |                              |
| Kasami 22’, 23’, 69’ | Marcatori | 1’, 3’, 29’ Nsame 76’ Assalé |

| Arbitro: | Klossner |

|                                     |           |  |
| Cabral 6’ Alderete 13’ Zhegrova 48’ | Marcatori |  |

| Arbitro: | Bieri |

|                    |           |  |
| Schürpf 46’ (aut.) | Marcatori |  |

| Lugano 15 dicembre 2019, ore 16:00 CET 18ª giornata | Lugano  | 0 – 0 referto | Young Boys | Stadio di Cornaredo (3 062 spett.)\| Arbitro: \| Tschudi \| |
| Arbitro:                                            | Tschudi |               |            |                                                             |

#### Seconda fase, girone di andata
| Arbitro: | Schärer |

|                      |           |  |
| Nsame 39’ Hoarau 78’ | Marcatori |  |

| Arbitro: | Tschudi |

|                                   |           |  |
| Lustenberger 81’ (aut.) Eleke 90’ | Marcatori |  |

| Arbitro: | Jaccottet |

|           |           |  |
| Nsame 10’ | Marcatori |  |

| Arbitro: | Horisberger |

|                         |           |            |
| Holender 17’ Gerndt 84’ | Marcatori | 90’ Ballet |

| Arbitro: | Bieri |

|                                           |           |                                          |
| Fazliji 10’ Lefort 73’ (aut.) Görtler 90’ | Marcatori | 44’ Nsame 45’ Ngamaleu 90’ (rig.) Hoarau |

| Arbitro: | Schärer |

|                     |           |                       |
| Nsame 32’, 81’, 85’ | Marcatori | 25’ Tosin 38’ Kololli |

| Arbitro: | Bieri |

|           |           |  |
| Munsy 64’ | Marcatori |  |

| Arbitro: | Schnyder |

|                                                                |           |  |
| Aebischer 37’ Nsame 40’, 45’ Fassnacht 42’ Sierro 79’ Elia 90’ | Marcatori |  |

| Arbitro: | Horisberger |

|                 |           |               |
| Koné 55’ (rig.) | Marcatori | 58’ Sulejmani |

#### Seconda fase, girone di ritorno
| Arbitro: | San |

|                                       |           |  |
| Yao 32’ (aut.), 59’ (aut.) Camara 90’ | Marcatori |  |

| Arbitro: | Fähndrich |

|                                                           |           |  |
| Ngamaleu 45’ (rig.) Sulejmani 51’ (rig.), 71’ Gaudino 90’ | Marcatori |  |

| Arbitro: | Schärer |

|                           |           |                         |
| Campo 13’ Cabral 48’, 61’ | Marcatori | 66’ Nsame 70’ Fassnacht |

| Arbitro: | Turpin |

|                                                             |           |                   |
| Fassnacht 45’ Martins Pereira 56’ Elia 61’ Nsame 90’ (rig.) | Marcatori | 44’ Koné 68’ Kyei |

| Arbitro: | Jaccottet |

|  |           |                                                        |
|  | Marcatori | 33’ Sulejmani 42’, 48’, 59’ (rig.) Nsame 73’ Spielmann |

| Arbitro: | Fähndrich |

|  |           |          |
|  | Marcatori | 8’ Nsame |

| Arbitro: | San |

|           |           |  |
| Nsame 72’ | Marcatori |  |

| Arbitro: | Tschudi |

|  |           |                     |
|  | Marcatori | 14’ Martins Pereira |

| Arbitro: | Schärer |

|                             |           |                 |
| Nsame 14’, 22’ Ngamaleu 86’ | Marcatori | 39’ Guillemenot |

### Coppa Svizzera
| Arbitro: | Dudic |

|  |           |              |
|  | Marcatori | 69’ Ngamaleu |

| Arbitro: | Fähndrich |

|                      |           | |
| Marty 56’ Stević 88’ | Marcatori | 19’ (rig.), 61’, 71’ Nsame 29’ Lustenberger 31’, 33’ Ngamaleu 36’, 65’ Fassnacht 51’ Aebischer 79’ Hoarau 83’ Janko |

| Arbitro: | Jaccottet |

|                                                  |           |  |
| Ngamaleu 8’ Fassnacht 45’ Sørensen 73’ Nsame 90’ | Marcatori |  |

| Arbitro: | Jaccottet |

|               |           |                        |
| Margiotta 33’ | Marcatori | 35’ Nsame 116’ Gaudino |

| Arbitro: | San |

|                                            |           |              |
| Nsame 72’ Martins Pereira 90’ Mambimbi 90’ | Marcatori | 80’ Uldriķis |

| Arbitro: | Schärer |

|                         |           |              |
| Nsame 50’ Spielmann 89’ | Marcatori | 42’ Alderete |

### Champions League

#### Fase di qualificazione
| Arbitro: | Makkelie |

|                             |           |                        |
| Assalé 7’ Hoarau 76’ (rig.) | Marcatori | 18’ Degenek 46’ García |

| Arbitro: | Taylor |

|               |           |                          |
| Vukanović 59’ | Marcatori | 82’ (aut.) Ben Nabouhane |

### Europa League

#### Fase a gironi
| Arbitro: | Treimanis |

|                |           |                  |
| Soares 8’, 29’ | Marcatori | 15’ (rig.) Nsame |

| Arbitro: | Schüttengruber |

|                          |           |             |
| Assalé 50’ Fassnacht 90’ | Marcatori | 44’ Morelos |

| Arbitro: | Kehlet |

|                                    |           |  |
| Assalé 14’ (rig.) Nsame 28’ (rig.) | Marcatori |  |

| Arbitro: | Gil |

|                     |           |               |
| Berghuis 18’ (rig.) | Marcatori | 71’ Spielmann |

| Arbitro: | Bognár |

|              |           |                    |
| Fassnacht 6’ | Marcatori | 76’, 79’ Aboubakar |

| Arbitro: | Brych |

|             |           |                    |
| Morelos 30’ | Marcatori | 89’ (aut.) Barišić |

## Statistiche

### Statistiche di squadra
| Competizione     | Punti | In casa | In casa | In casa | In casa | In casa | In casa | In trasferta | In trasferta | In trasferta | In trasferta | In trasferta | In trasferta | Totale | Totale | Totale | Totale | Totale | Totale | DR  |
| Competizione     | Punti | G       | V       | N       | P       | Gf      | Gs      | G            | V            | N            | P            | Gf           | Gs           | G      | V      | N      | P      | Gf     | Gs     | DR  |
| ---------------- | ----- | ------- | ------- | ------- | ------- | ------- | ------- | ------------ | ------------ | ------------ | ------------ | ------------ | ------------ | ------ | ------ | ------ | ------ | ------ | ------ | --- |
| Super League     | 76    | 18      | 16      | 2       | 0       | 51      | 15      | 18           | 7            | 5            | 6            | 29           | 26           | 36     | 23     | 7      | 6      | 80     | 41     | +39 |
| Coppa Svizzera   | -     | 3       | 3       | 0       | 0       | 9       | 2       | 3            | 3            | 0            | 0            | 14           | 3            | 6      | 6      | 0      | 0      | 23     | 5      | +18 |
| Champions League | -     | 1       | 0       | 1       | 0       | 2       | 2       | 1            | 0            | 1            | 0            | 1            | 1            | 2      | 0      | 2      | 0      | 3      | 3      | 0   |
| Europa League    | -     | 3       | 2       | 0       | 1       | 5       | 3       | 3            | 0            | 2            | 1            | 3            | 4            | 6      | 2      | 2      | 2      | 8      | 7      | +1  |
| Totale           | 76    | 25      | 21      | 3       | 1       | 67      | 22      | 25           | 10           | 8            | 7            | 47           | 34           | 50     | 31     | 11     | 8      | 114    | 56     | +58 |

### Andamento in campionato
| Giornata  | 1 | 2 | 3 | 4 | 5 | 6 | 7 | 8 | 9 | 10 | 11 | 12 | 13 | 14 | 15 | 16 | 17 | 18 | 19 | 20 | 21 | 22 | 23 | 24 | 25 | 26 | 27 | 28 | 29 | 30 | 31 | 32 | 33 | 34 | 35 | 36 |
| --------- | - | - | - | - | - | - | - | - | - | -- | -- | -- | -- | -- | -- | -- | -- | -- | -- | -- | -- | -- | -- | -- | -- | -- | -- | -- | -- | -- | -- | -- | -- | -- | -- | -- |
| Luogo     | C | T | C | T | C | T | C | T | C | T  | C  | C  | T  | C  | T  | T  | C  | T  | C  | T  | C  | T  | T  | C  | T  | C  | T  | C  | C  | T  | C  | T  | T  | C  | T  | C  |
| Risultato | N | V | V | V | V | N | N | N | V | V  | V  | V  | P  | V  | V  | P  | V  | N  | V  | P  | V  | P  | N  | V  | P  | V  | N  | V  | V  | P  | V  | V  | V  | V  | V  | V  |
| Posizione | 6 | 3 | 1 | 1 | 1 | 2 | 3 | 2 | 2 | 2  | 2  | 1  | 1  | 1  | 1  | 1  | 1  | 1  | 1  | 2  | 2  | 2  | 2  | 2  | 2  | 1  | 2  | 2  | 1  | 2  | 2  | 1  | 1  | 1  | 1  | 1  |

Legenda:

Luogo: C = Casa; T = Trasferta. Risultato: V = Vittoria; N = Pareggio; P = Sconfitta.

### Statistiche dei giocatori
| Giocatore          | Super League | Super League | Super League | Super League | Coppa Svizzera | Coppa Svizzera | Coppa Svizzera | Coppa Svizzera | Champions League | Champions League | Champions League | Champions League | Europa League | Europa League | Europa League | Europa League | Totale   | Totale | Totale      | Totale     |
| Giocatore          | Presenze     | Reti         | Ammonizioni  | Espulsioni   | Presenze       | Reti           | Ammonizioni    | Espulsioni     | Presenze         | Reti             | Ammonizioni      | Espulsioni       | Presenze      | Reti          | Ammonizioni   | Espulsioni    | Presenze | Reti   | Ammonizioni | Espulsioni |
| ------------------ | ------------ | ------------ | ------------ | ------------ | -------------- | -------------- | -------------- | -------------- | ---------------- | ---------------- | ---------------- | ---------------- | ------------- | ------------- | ------------- | ------------- | -------- | ------ | ----------- | ---------- |
| M. Aebischer       | 32           | 3            | 6            | 1            | 6              | 1              | 2              | 0              | 2                | 0                | 1                | 0                | 6             | 0             | 0             | 0             | 46       | 4      | 9           | 1          |
| R. Assalé          | 14           | 4            | 1            | 0            | 2              | 0              | 1              | 0              | 2                | 1                | 0                | 0                | 6             | 2             | 1             | 0             | 24       | 7      | 3           | 0          |
| S. Ballet          | 1            | 1            | 0            | 0            | 0              | 0              | 0              | 0              | 0                | 0                | 0                | 0                | 0             | 0             | 0             | 0             | 1        | 1      | 0           | 0          |
| N. Bürgy           | 19           | 1            | 1            | 0            | 3              | 0              | 0              | 0              | 0                | 0                | 0                | 0                | 3             | 0             | 1             | 0             | 25       | 1      | 2           | 0          |
| M. Camara          | 9            | 1            | 3            | 0            | 2              | 0              | 0              | 0              | 0                | 0                | 0                | 0                | 0             | 0             | 0             | 0             | 11       | 1      | 3           | 0          |
| M. Elia            | 12           | 2            | 0            | 0            | 0              | 0              | 0              | 0              | 0                | 0                | 0                | 0                | 0             | 0             | 0             | 0             | 12       | 2      | 0           | 0          |
| G. Faivre          | 0            | 0            | 0            | 0            | 0              | 0              | 0              | 0              | 0                | 0                | 0                | 0                | 0             | 0             | 0             | 0             | 0        | 0      | 0           | 0          |
| C. Fassnacht       | 30           | 7            | 5            | 0            | 6              | 3              | 0              | 0              | 2                | 0                | 0                | 0                | 6             | 2             | 0             | 0             | 44       | 12     | 5           | 0          |
| U. Garcia          | 26           | 1            | 6            | 0            | 6              | 0              | 1              | 0              | 1                | 0                | 0                | 0                | 6             | 0             | 0             | 0             | 39       | 1      | 7           | 0          |
| G. Gaudino         | 25           | 4            | 2            | 0            | 6              | 1              | 1              | 0              | 0                | 0                | 0                | 0                | 3             | 0             | 0             | 0             | 34       | 5      | 3           | 0          |
| G. Hoarau          | 17           | 2            | 3            | 0            | 2              | 1              | 0              | 0              | 2                | 1                | 1                | 0                | 3             | 0             | 0             | 0             | 24       | 4      | 4           | 0          |
| S. Janko           | 33           | 0            | 4            | 0            | 5              | 1              | 1              | 0              | 2                | 0                | 0                | 0                | 6             | 0             | 0             | 0             | 46       | 1      | 5           | 0          |
| S. Kasongo         | 0            | 0            | 0            | 0            | 0              | 0              | 0              | 0              | 0                | 0                | 0                | 0                | 0             | 0             | 0             | 0             | 0        | 0      | 0           | 0          |
| J. Kronig          | 0            | 0            | 0            | 0            | 0              | 0              | 0              | 0              | 0                | 0                | 0                | 0                | 0             | 0             | 0             | 0             | 0        | 0      | 0           | 0          |
| S. Lauper          | 0            | 0            | 0            | 0            | 0              | 0              | 0              | 0              | 0                | 0                | 0                | 0                | 0             | 0             | 0             | 0             | 0        | 0      | 0           | 0          |
| J. Lefort          | 15           | 0            | 1            | 0            | 3              | 0              | 0              | 0              | 0                | 0                | 0                | 0                | 0             | 0             | 0             | 0             | 18       | 0      | 1           | 0          |
| J. Lotomba         | 27           | 0            | 3            | 0            | 2              | 0              | 0              | 0              | 2                | 0                | 0                | 0                | 4             | 0             | 0             | 0             | 35       | 0      | 3           | 0          |
| F. Lustenberger    | 30           | 0            | 3            | 0            | 4              | 1              | 1              | 0              | 2                | 0                | 0                | 0                | 5             | 0             | 1             | 0             | 41       | 1      | 5           | 0          |
| Q. Maceiras        | 0            | 0            | 0            | 0            | 0              | 0              | 0              | 0              | 0                | 0                | 0                | 0                | 0             | 0             | 0             | 0             | 0        | 0      | 0           | 0          |
| N. Maier           | 0            | 0            | 0            | 0            | 0              | 0              | 0              | 0              | 0                | 0                | 0                | 0                | 0             | 0             | 0             | 0             | 0        | 0      | 0           | 0          |
| B. Malula          | 0            | 0            | 0            | 0            | 0              | 0              | 0              | 0              | 0                | 0                | 0                | 0                | 0             | 0             | 0             | 0             | 0        | 0      | 0           | 0          |
| F. Mambimbi        | 17           | 1            | 0            | 0            | 3              | 1              | 0              | 0              | 0                | 0                | 0                | 0                | 2             | 0             | 0             | 0             | 22       | 2      | 0           | 0          |
| C. Martins Pereira | 22           | 2            | 6            | 0            | 3              | 1              | 1              | 0              | 1                | 0                | 0                | 0                | 2             | 0             | 0             | 0             | 28       | 3      | 7           | 0          |
| D. Marzino         | 1            | 0            | 0            | 0            | 0              | 0              | 0              | 0              | 0                | 0                | 0                | 0                | 0             | 0             | 0             | 0             | 1        | 0      | 0           | 0          |
| M. Ngamaleu        | 33           | 7            | 6            | 0            | 6              | 4              | 1              | 0              | 2                | 0                | 0                | 0                | 5             | 0             | 2             | 0             | 46       | 11     | 9           | 0          |
| J. Nsame           | 32           | 32           | 5            | 1            | 6              | 7              | 0              | 0              | 2                | 0                | 1                | 0                | 6             | 2             | 1             | 0             | 46       | 41     | 7           | 1          |
| L. Obexer          | 0            | 0            | 0            | 0            | 0              | 0              | 0              | 0              | 0                | 0                | 0                | 0                | 0             | 0             | 0             | 0             | 0        | 0      | 0           | 0          |
| E. Petignat        | 3            | 0            | 1            | 0            | 1              | 0              | 0              | 0              | 0                | 0                | 0                | 0                | 0             | 0             | 0             | 0             | 4        | 0      | 1           | 0          |
| P. Schüpbach       | 1            | 0            | 0            | 0            | 0              | 0              | 0              | 0              | 0                | 0                | 0                | 0                | 0             | 0             | 0             | 0             | 1        | 0      | 0           | 0          |
| T. Seferi          | 0            | 0            | 0            | 0            | 0              | 0              | 0              | 0              | 0                | 0                | 0                | 0                | 0             | 0             | 0             | 0             | 0        | 0      | 0           | 0          |
| L. Seydoux         | 0            | 0            | 0            | 0            | 0              | 0              | 0              | 0              | 0                | 0                | 0                | 0                | 0             | 0             | 0             | 0             | 0        | 0      | 0           | 0          |
| V. Sierro          | 17           | 1            | 6            | 0            | 4              | 0              | 0              | 0              | 2                | 0                | 1                | 0                | 1             | 0             | 0             | 0             | 24       | 1      | 7           | 0          |
| M. Spielmann       | 22           | 1            | 1            | 0            | 5              | 1              | 0              | 0              | 0                | 0                | 0                | 0                | 2             | 1             | 0             | 0             | 29       | 3      | 1           | 0          |
| M. Sulejmani       | 15           | 4            | 1            | 0            | 3              | 0              | 0              | 0              | 1                | 0                | 0                | 0                | 0             | 0             | 0             | 0             | 19       | 4      | 1           | 0          |
| F. Sørensen        | 16           | 0            | 2            | 0            | 2              | 1              | 0              | 0              | 1                | 0                | 0                | 0                | 6             | 0             | 2             | 0             | 25       | 1      | 4           | 0          |
| P. Teixeira        | 0            | 0            | 0            | 0            | 0              | 0              | 0              | 0              | 0                | 0                | 0                | 0                | 0             | 0             | 0             | 0             | 0        | 0      | 0           | 0          |
| M. Wölfli          | 3            | 0            | 0            | 0            | 1              | 0              | 0              | 0              | 0                | 0                | 0                | 0                | 0             | 0             | 0             | 0             | 4        | 0      | 0           | 0          |
| G. Wüthrich        | 1            | 0            | 0            | 0            | 0              | 0              | 0              | 0              | 0                | 0                | 0                | 0                | 0             | 0             | 0             | 0             | 1        | 0      | 0           | 0          |
| C. Zesiger         | 23           | 2            | 4            | 1            | 5              | 0              | 0              | 0              | 2                | 0                | 1                | 0                | 5             | 0             | 1             | 0             | 35       | 2      | 6           | 1          |
| D. von Ballmoos    | 34           | 0            | 1            | 0            | 5              | 0              | 0              | 0              | 2                | 0                | 1                | 0                | 6             | 0             | 0             | 0             | 47       | 0      | 2           | 0          |